# むこうじまてんろ
むこうじまてんろ（1988年1月18日 - ）は、日本の漫画家、イラストレーター。山梨県出身。男性。血液型はO型。2013年11月より休業中。
『COMICペンギンクラブ』で成人向け漫画を執筆し、『コンプティーク』と『ファミ通コミッククリア』では一般向け漫画を連載していた。
2013年11月に本人のホームページで休業を発表した。

## 人物
- サッカーや映画が大好きで休みにサッカー観戦や映画鑑賞を行うことが多い。ヴァンフォーレ甲府サポーター。

## 作品

### 連載終了作品
- 真・恋姫†無双 〜孫呉愛史〜（コンプティーク：2010年3月号 - 2011年3月号）
- 真・恋姫†無双 外史 〜流星ガ紡グ物語〜（ファミ通コミッククリア：2010年2月26日 - 2011年2月25日）

### 単行本
一般向け作品
- 真・恋姫†無双 〜孫呉愛史〜（1）（2010年8月、角川書店、ISBN 978-4-04-715497-1）
- 真・恋姫†無双 〜孫呉愛史〜（2）（2011年3月、角川書店、ISBN 978-4-04-715648-7）
- 真・恋姫†無双 外史 〜流星ガ紡グ物語〜（1）（2010年9月、エンターブレイン、ISBN 978-4-04-726751-0）
- 真・恋姫†無双 外史 〜流星ガ紡グ物語〜（2）（2011年4月、エンターブレイン、ISBN 978-4-04-727228-6）

成年向け作品
- バージニティ〜処女と羞恥と従順と〜、（2012年1月、富士美出版、ISBN 978-4-79-950087-3）